# Bradycellus suavis
Bradycellus suavis är en skalbaggsart som beskrevs av Thomas Casey. Bradycellus suavis ingår i släktet Bradycellus och familjen jordlöpare. Inga underarter finns listade i Catalogue of Life.